# Macrorhynchia protecta
Macrorhynchia protecta is een hydroïdpoliep uit de familie Aglaopheniidae. De poliep komt uit het geslacht Macrorhynchia. Macrorhynchia protecta werd in 1992 voor het eerst wetenschappelijk beschreven door Antsulevich. 